# Strathocles parvipulla
Strathocles parvipulla là một loài bướm đêm trong họ Noctuidae.